# Gruta Cosquer
La gruta Cosquer és una cova submarina famosa per contenir pintures prehistòriques del Paleolític. La gruta és a Calanque de la Triperie, a l'est de Marsella, prop del cap Morgiou. L'entrada està a uns 37 m per sota del nivell de la mar Mediterrània, i es pensa que pogué ser un santuari entre els anys 27000 i 19000 ae, abans que l'entrada en quedara coberta per l'augment del nivell del mar. La cova té més de 200 figures parietals corresponents a dues fases d'ocupació, una del gravetià i l'altra del solutrià.
Duu el nom d'Henri Cosquer, el bussejador francés que la trobà al 1985, encara que el descobriment no es feu públic fins al 1991, quan tres bussos es perderen a la cova i hi van morir.

## Història del descobriment
Henri Cosquer, un submarinista professional de Cassis, descobrí la boca de la cova casualment al 1985. Pensant estar davant d'una cova interessant, entrà per un fosc passadís submarí que després d'uns 160 m sota l'aigua conduïa a una gran sala parcialment negada, d'uns 50 m de diàmetre i que presentava moltes estalactites. Poc de temps després, en revelar les fotos preses, Cosquer s'adonà de la marca d'una mà amb només tres dits impresa en una paret mitjançant la tècnica de estergit. El bus tornà a la cova, aquesta vegada acompanyat, i el descobriment fou sorprenent: més d'un centenar de figures, geomètriques, de mans humanes i d'animals, estaven pintades a les parets i cobertes per una fina capa de calcita. L'explorà a poc a poc i la visità diverses vegades amb persones de la seua confiança sense donar-ne part a les autoritats. Després de la mort accidental de tres bussos al passadís d'accés, declarà l'existència de la gruta al «Quartier des affaires maritimes» de Marsella el 3 de setembre de 1991. L'expedient es remeté a la Direcció de recerques arqueològiques submarines i després al Servei d'Arqueologia regional, dependent del Ministeri de Cultura francès.
El primer reconeixement se'n feu al setembre d'aquest mateix any, amb l'ajuda de la nau de la DRASM, L'Archéonaute. Fou dirigida per Jean Courtin, paleontòleg, prehistoriador i bus, i per Jean Clottes, especialista en pintura rupestre. Calcularen que les pintures es remuntarien a no menys de 20.000 anys enrere i, per tant, serien més antigues que les de Lascaux, que solament tenen 13.000 anys.
La cova no va quedar oberta al públic i l'entrada fou bloquejada amb blocs de formigó per preservar-la i prevenir-hi accidents.
Al 1992, una nova missió permeté el rodatge de la pel·lícula Le Secret de la grotte Cosquer.

### La verificació de l'autenticitat
La cova fou visitada en altres ocasions i estudiada per diversos experts que, a causa de la sensacional edat de les pintures i en no trobar proves fiables amb carboni 14 (les pintures eren massa antigues), pensaven que eren falses, fetes enginyosament pel mateix Cosquer i els seus amics per fer-se publicitat. A favor de la sinceritat del bus francés tingué un paper crucial la calcita que cobria els frescs: aquesta es forma per sedimentació i aquest procés pot durar milers d'anys, i era difícil de falsificar en poc de temps.
La confirmació final de l'autenticitat de les pintures es produí al 1998, quan un estudi molt acurat dels materials utilitzats es trobà amb restes de fusta i pol·len extints a la zona des de l'última era glacial. Per tant, la gruta Cosquer es datà en un període comprés entre 27100 i 19000 ae: una de les més antigues del món.
El 2002 i 2003, es concedí a Luc Vanrell el vistiplau per realitzar-ne una nova recerca i un inventari de totes les pintures.

## Descripció de la cavitat

Secció de la cova i el túnel d'entrada, mostrant el nivell del mar

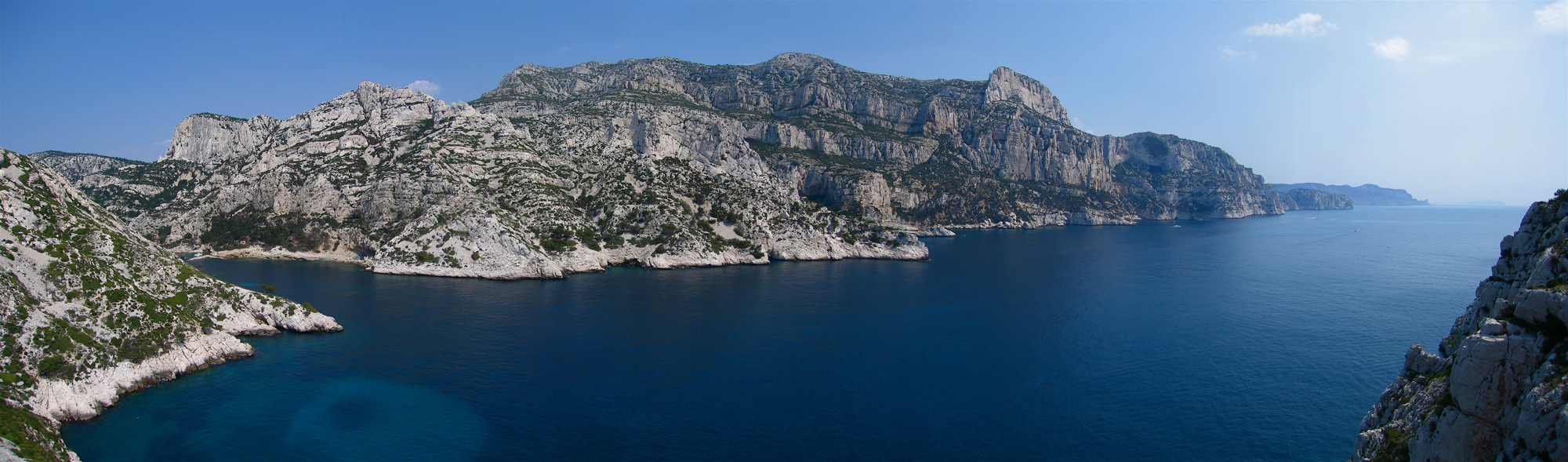
Panorama dels calanques de Morgiou i Sugiton

A partir de la reconstrucció científica, s'ha determinat que, fa 27.000 anys, la cova era als peus d'un barranc, davant el qual hi havia probablement una estepa: era el període de l'última glaciació, per la qual cosa el clima era molt més sever, comparable a l'actual de Noruega. La ribera de la Mediterrània era a una distància de 10,8 km, amb l'entrada de la cova a uns 120 m sobre el llavors nivell de la mar. Els humans prehistòrics (en la majoria, cromanyons) la freqüentaven amb finalitats rituals o de caça, i es va trobar que, en el període intermedi entre les datacions de les pintures, la cova fou abandonada. Quan a l'inici de l'holocé el nivell de la mar començà a augmentar a poc a poc, l'entrada de la gruta quedà submergida.
La gruta és hui accessible per un túnel de 175 m de llarg, l'entrada del qual és a 37 m sota el nivell del mar actual. En té diverses seccions:
- en les parts emergides:
  - la sala Nord;
  - la Gran Sala;
  - la Platja;
  - l'Arca;
  - el Caos;
  - La sala del Felí;
- en les parts submergides, tot o en part:
  - el Petit Pou inundat;
  - la sala Baixa;
  - el Gran Pou inundat;
  - la Galeria d'accés.

## L'art de la gruta Cosquer
Aquesta cova té dotzenes d'obres pintades i gravades, que, per l'estil i les representacions, es divideixen en dos períodes diferents del Paleolític superior que correspondrien a dues fases diferents d'ocupació:
- una fase antiga, que té les mans negatives i traços digitals, datada de fa uns 27.000 anys (gravetià). La gruta té 65 plantilles de mà, 44 de negres i 21 de roges, fetes amb la tècnica de l'estargit, recolzant la mà contra la paret, i bufant una pols ocre sobre la roca. El més cridaner de la cova és que la majoria de les mans estaven sense algun dit. En aquest sentit, s'han formulat diverses hipòtesis, des de la mutilació ritual fins a d'un veritable alfabet de signes. Hi ha moltes restes gravades directament a la paret, així com traços ben visibles i empremtes digitals disposades d'una manera particular, passant per les figures animals (alguns cavalls i semblants a les d'un cérvol incises a la paret), fins a arribar a les que, amb pocs dubtes, són representacions d'un sexe femení i un de masculí, la qual cosa confirmaria el destí ritual de les incisions.[7][3]

- una fase més recent que mostra signes i també pintures i gravats figuratius, sobretot d'animals, que daten de fa uns 18-19.000 anys (solutrià). Els animals representats en aquesta fase són: cavalls, els més representats amb 63 exemplars, seguits per 28 cabres, 17 cérvols, 10 bisons 7 i urs. També hi apareixen, de manera original, 16 animals marins: nou foques, tres pingüins grans, meduses, peixos o cetacis.

En total, s'hi han identificat 177 animals. Un gravat ha estat interpretat com una representació del tema del "ferit". Hi ha nombrosos signes (216), amb vuit representacions sexuals (2 de masculines i 6 de femenines) que en completen l'inventari. Les figures que han sobreviscut són les que estan per sobre del nivell del mar: els científics han calculat que hi hauria moltes altres figures que haurien estat, al llarg dels mil·lennis, esborrades per l'aigua i els minerals.
El material utilitzat per a la realització de les pintures són sobretot diversos tipus d'ocre i carbó de fusta mixta. El tipus de fusta utilitzada fou revelador per a la datació de la gruta, ja que pertanyien a pi roig i a pinassa, arbres extints a l'àrea des d'almenys 10.000 anys; també es trobà en la fusta restes de pol·len de bedoll, un arbre típic de climes freds, cosa que en confirmaria l'època glacial.
En aquest sentit, al pis de la cova es trobaren restes d'una llar, però no hi havia rastre d'ossos o d'estris de la vida quotidiana. Això confirmaria que la cova no hauria estat utilitzada, ni en la primera ni en la segona fase de freqüentació, com a habitatge, sinó més aviat com un santuari, on farien incursions breus vinculades a la realització dels dibuixos i, possiblement, per celebrar cerimònies o rituals màgics per propiciar la caça. L'estil d'aquests animals (alguns simplement tallats a la roca) és meravellosament realista si no modern: l'erudit Jean Clottes assenyalà que les figures estan representades de perfil, però que les orelles i els peus, acoblades, es mostren frontalment per donar idea de tridimensionalitat.

## Estat actual
Per la posició sota del nivell del mar, la cova és tancada al públic. S'hi permet l'accés només a erudits, i el túnel sota l'aigua fou bloquejat amb pedres. S'ha presentat un projecte per fer accessible la cova des de terra amb l'ajuda d'un ascensor subterrani, però la hipòtesi ha estat rebutjada per les conseqüències que hi podria haver a causa de la pressió.